# Ceraclea gigantea
Ceraclea gigantea là một loài Trichoptera trong họ Leptoceridae. Chúng phân bố ở miền Cổ bắc.